# Summit (Oklahoma)
Summit es un pueblo ubicado en el condado de Muskogee en el estado estadounidense de Oklahoma. En el año 2010 tenía una población de 	139 habitantes y una densidad poblacional de 57,92 personas por km².

## Geografía
Summit se encuentra ubicado en las coordenadas 35°39′56″N 95°25′31″O / 35.665561, -95.425232.

## Demografía
Según la Oficina del Censo en 2000 los ingresos medios por hogar en la localidad eran de $17,917 y los ingresos medios por familia eran $15,625. Los hombres tenían unos ingresos medios de $16,563 frente a los $11,875 para las mujeres. La renta per cápita para la localidad era de $6,390. Alrededor del 47.5% de la población estaban por debajo del umbral de pobreza.